# 衣谷遊
衣谷 遊（きぬたに ゆう、本名：池本裕治、1962年 - ）は、日本の漫画家。愛媛県北宇和郡松野町出身。

## 作品リスト

### 漫画作品
- ALCBANE（原作：たかしげ宙、メカデザイン：福地仁、「ヒーロークロスライン」連載、全3巻）
- AMON デビルマン黙示録（原作：永井豪、講談社「月刊マガジンZ」連載、全6巻）
  - デビルマン黙示録 STRANGE DAYS（原作：永井豪、講談社「月刊マガジンZ」連載、全1巻）
- 聖戦士ダンバイン異伝 エグザイル・サーガ 銀竜の章（バンダイ「サイバーコミックス」連載、全1巻）
- エンジェルアーム（「エンジェルパラダイム」改題。角川書店「コミックコンプ」→メディアワークス「電撃コミックガオ!」連載、全7巻）
- 極東奇譚（講談社「月刊マガジンZ」連載、全3巻）
- 懲りないロンリーボーイズ（全1巻）
- JAJA姫武遊伝（原作：中村うさぎ、メディアワークス「電撃コミックガオ!」連載、全3巻）
- スチームボーイ（原作：大友克洋、講談社「月刊マガジンZ」連載、全2巻）
- 白龍（原作：和田慎二、学習研究社「コミックNORA」連載、全3巻）
- Shion―漂泊の抒情詩人シリーズ（東京三世社、全3巻）
  - Shion（新装版）（東京エディターズ、全1巻）
- 悠久の風伝説 ファイナルファンタジーIIIより（原作：寺田憲史、角川書店「マル勝ファミコン」連載、全3巻）
- ラッキーラクーン（エニックス「月刊Gファンタジー」連載、全2巻）
- リヴァイアサン（原作：大塚英志、メディアワークス「電撃コミックガオ!」連載、全12巻）
- レイラ&レイ（メディアワークス「電撃コミックガオ!」連載、全3巻）
- 攻殻機動隊 STAND ALONE COMPLEX（講談社「週刊ヤングマガジン」→同「月刊ヤングマガジン」連載、全5巻）
  - 攻殻機動隊 STAND ALONE COMPLEX 〜The Laughing Man〜（DeNA「マンガボックス」連載、全4巻）
- 衣谷遊作品集 ジャンゴ（学習研究社、全1巻、短編集）
- バイオレンスジャック20XX（原作：永井豪、講談社「月刊ヤングマガジン」連載、全4巻）
- マジンガーZ アルターイグニッション（原作：永井豪、「ダイナミック企画公式サイト」配信、全1巻）

### イラスト他
- タイム・リープ あしたはきのう（著者：高畑京一郎、メディアワークス、表紙イラスト）
- Y's art works 衣谷遊画集（メディアワークス、2006年、ISBN 978-4840233309）